# Zespół nocnego jedzenia
Zespół nocnego jedzenia, zespół nocnego objadania się, syndrom nocnego jedzenia, syndrom jedzenia nocnego, zespół odżywiania nocnego, niekiedy także zaburzenia odżywiania związane ze snem (ang. night eating syndrome – NES, sleep-related eating disorder – SRED, night eating disorder) – zespół zaburzeń odżywiania związany także z zaburzeniami snu nie objęty klasyfikacją ICD. Polega na wstawaniu w nocy i jedzeniu, wedle większości autorów przy zachowanej świadomości, co skutkuje porannym brakiem apetytu. Często wiąże się z otyłością. Istnieje kilka różniących się zestawów kryteriów diagnostycznych. W terapii podejmuje się próby zastosowania między innymi leków z grupy SSRI, przeciwpadaczkowych, fototerapii oraz psychoterapii.

## Historia
NES opisane zostało po raz pierwszy w 1955 roku przez doktora Alberta Stunkarda oraz Grace i Wolff, badających pacjentów cierpiących na otyłość, w pracy zatytułowanej  The night-eating syndromes: A pattern of food intake among certain obese patients, określającej zespół przez poranną anoreksję, wieczorną hiperfagię i bezsenność. Badania te nie były później przez długi czas kontynuowane. Kolejna publikacja na ten temat pojawiła się 31 lat później. Kuldau i Rand oprócz zespołu nocnego jedzenia poruszyli w niej kwestię bulimii. Pierwszy przypadek wyleczenia zespołu za pomocą SSRI opisali w 2003 Miyaoka i współpracownicy.

## Obraz kliniczny
Zespół nocnego jedzenia stanowi zaburzenie przyjmowania pokarmu związane z rytmem dobowym. Rankiem, choć niektóre źródła piszą o głodzie, pojawia się brak apetytu. Przynajmniej 4 razy w tygodniu pacjent nie je śniadania. Zjawisko to określa się mianem porannej anoreksji. Natomiast wieczorem pojawiają się zwiększone łaknienie i hiperfagia. Pacjent nocą nie może spać, wpierw ma problemy z zaśnięciem, później wstaje, by się najeść. Jednak spożywa nie nadmierne, a umiarkowane porcje jedzenia. Przyjmuje w ciągu doby mniej więcej tyle samo kalorii, co ludzie zdrowi, jednakże o innych porach. Je mniej w pierwszej ⅛ doby, tyle samo, co zdrowi, w kolejnej, wyrównuje to natomiast w ostatniej tercji doby, kiedy je znacznie więcej. O ile w jednym z badań w grupie kontrolnej 74% pokarmu spożywano do godziny 6 po południu, w grupie badawczej odsetek ten wyniósł jedynie 37%. Pomiędzy godziną 8 wieczorem a 6 rano wartości te wynosiły 15% i 57%. W sumie ponad połowę dziennej racji jedzenia osoba z NES spożywa po godzinie 19. Posiłki te nie są jednak ani bardziej obfite, ani bardziej kaloryczne od przeciętnych, zazwyczaj licząc sobie 300 kcal. Obudzony spożywa także normalne dla siebie pokarmy, często te, na które miał ochotę za dnia, ale ich sobie odmówił, najczęściej bogate w węglowodany i tłuszcze. Najczęściej wybiera chleb, kanapki, słodycze. Je pod wpływem emocji (w badaniach przeprowadzonych z udziałem chorujących na cukrzycę wiązano jedzenie z gniewem, smutkiem, niepokojem, zdenerwowaniem, samotnością) lub kompulsywnie, z powodu odczuwania takiego przymusu, zazwyczaj nie czerpie z tego powodu przyjemności, a nadto trudno jest mu przestać jeść.
Bezsenność trapi go przynajmniej trzy razy w tygodniu. Wedle różnych autorów pacjent pamięta o swoim późnym posiłku bądź nie. Natomiast rytm snu cierpiących na NES nie różnicuje ich od osób zdrowych. Zasypiają oni o podobnej porze i przesypiają na dobę podobną ilość czasu. Jednakże budzą się 3,6 raza częściej, niż reszta populacji, w połowie przypadków, by zjeść, głównie w fazie nREM.
Ponadto w zespole nocnego jedzenia często obserwuje się nastrój depresyjny (odnotowany u 70% osób z NES), zwłaszcza wieczorem, odwrotnie, niż w przypadku zaburzenia depresyjnego nawracającego. U osób otyłych towarzyszy mu samoocena niższa, niż u osób bez NES, podobnie jak większy lęk. Pojawia się dysforia, poczucie utraty kontroli nad własnym jedzeniem i masą ciała. Nieraz odczuwają wstyd i ukrywają epizody nocnego jedzenia przed bliskimi sobie ludźmi. Zespół ten wiąże się z gorszą jakością życia.
Objawy NES pogarsza stres. Natomiast zaobserwowano łagodzenie tych objawów przez redukcję stresu.

## Kryteria diagnostyczne
Zespół nocnego objadania się nie został wyszczególniony w klasyfikacji ICD 10 jako odrębne zaburzenie psychiczne.
Zgodnie z pracami Schenck i Mahowalda, a także Spaggiariego z końca XX wieku zespół ten zaliczano do pierwotnych zaburzeń snu. Istnieje tu jeszcze problem relacji pomiędzy zespołem nocnego jedzenia a zaburzeniami odżywiania związanymi ze snem. Część autorów uznaje te pojęcia za synonimy, inni rozróżniają je. Ci ostatni zaliczają oni SRED do somnambulizmu, jako kryterium rozróżnienia proponują to, czy pacjent pamięta, że w nocy jadł. Somnambulik nie będzie tego pamiętał, w przeciwieństwie do ciepiącego na zespół nocnego jedzenia. Jeszcze inne podejście prezentują Juruć i współpracownicy, którzy w swej pracy z 2011 uznali SRED za rodzaj NES, przyjmując niepamięć wieczornego posiłku za tę cechę, która wyróżnia SRED.
W 2006 Striegel-Moore i współpracownicy przedyskutowali kwestię włączenia zespołu do klasyfikacji DSM. Po analizie dostępnej literatury zajęli stanowisko negatywne, zwracając uwagę na brak powszechnie akceptowanej definicji oraz konieczność dalszych badań w celu określenia użyteczności takiego rozpoznania. Uznano też, że niewystarczająco jasno odróżnia się on od innych zaburzeń odżywiania. Zgodnie z DSM-IV pacjentowi ciepiącemu na NES należy rozpoznać parasomnię nREM bądź też zaliczyć do kategorii zaburzeń jedzenia nie sklasyfikowanych gdzie indziej, do której oprócz NES zaliczają się BED oraz atypowe zaburzenia jedzenia.
Podręczniki psychiatrii Jaremy i Rabe-Jabłońskiej oraz Pużyńskiego, Rybakowskiego i Wciórki nie wymieniają takiego zespołu, w przeciwieństwie do podręcznika psychiatrii dzieci i młodzieży Namysłowskiej.
Autorzy pierwszego opisu tego zespołu proponowali uznać za kryterium przyjmowanie przynajmniej 25% energii po wieczornym posiłku, bezsenność w ponad połowie czasu oraz brak apetytu rano. Późniejsza propozycja zespołu pracującego pod kierunkiem Stunkarda (1996) obejmuje natomiast ponad połowę podaży energii po godzinie 19, trudności z zaśnięciem lub wybudzanie w nocy, ponadto podobnie jak w pierwotnej propozycji poranny brak apetytu. 3 lata później ukazała się kolejna publikacja zawierająca kryteria NES, do których dodano wstawanie w nocy, podjadanie przekąsek i zachowanie świadomości. Tym razem nie pojawiła się wśród nich początkowa bezsenność. Pojawiło się także kryterium czasowe (przynajmniej 3 miesiące) oraz kryteria wyłączające (diagnoza bulimii bądź BED).
Kryteria Aronoffa et al wymieniają:
- bezsenność przynajmniej trzykrotnie w tygodniu
- nadmierne łaknienie wieczorem, związane ze spożywaniem co najmniej połowy dziennej racji pokarmowej po godzinie 19
- poranny głód

Lundgren, Allison i Stunkard (2012) proponują następujące kryteria diagnostyczne, stworzone wcześniej przez Allison i współpracowników w 2010:
- dzienny wzorzec jedzenia ze znacznie zwiększonym przyjmowaniem pokarmów wieczorem lub w nocy, manifestujący się spożywaniem przynajmniej 25% pokarmu po wieczornym posiłku lub przynajmniej dwoma epizodami nocnego jedzenia w tygodniu
- obecne świadomość lub nawracanie wieczornych lub nocnych epizodów jedzenia
- obecność przynajmniej trzech z poniższych w obrazie klinicznym:
  - brak potrzeby jedzenia rankiem bądź pomijanie śniadanie przynajmniej cztery razy w tygodniu
  - obecność silnej potrzeby jedzenia pomiędzy wieczornym posiłkiem a zaśnięciem lub w nocy
  - trudności z zaśnięciem lub wybudzanie się ze snu przynajmniej przez cztery noce tygodniowo
  - przeświadczenie o konieczności jedzenia jako warunku rozpoczęcia lub powrotu do snu
  - częste obniżenie nastroju lub pogorszenie nastroju wieczorem
- stan ten wiąże się ze znacznym cierpieniem lub pogorszeniem funkcjonowania
- utrzymywanie się wzorca przez 3 miesiące
- zaburzenie nie jest wtórne do uzależnienia ani nadużywania substancji, stosowania leków ani innego zaburzenia, ogólnomedycznego ani psychicznego

Kryteria te podawane są też inaczej – kryterium podane wyżej w pierwszej kolejności rozbijane jest na 2 osobne, po czym podawane są świadomość,  niepokój i zaburzenia funkcjonowania. Diagnoza NES wymaga spełnienia przynajmniej 3 kryteriów z wymienionych 5 w czasie 3 miesięcy.
Istnieje też propozycja kryteriów obejmująca dużą ilość spożywanego wieczorem pokarmu, jego kaloryczność czy czas trwania jedzenia.
Istotny problem w sformułowaniu tych kryteriów stanowią różnice kulturowe. Zasadnicze pytanie brzmi, jaki posiłek uznać za późny. O ile w Europie Środkowej ostatni posiłek zazwyczaj spożywa się pomiędzy 6 a 8 wieczorem, to już na przykład we Włoszech zwyczajowo odbywa się on około 8:30. Istnieją też różnice w porach spożywania ostatniego pokarmu pomiędzy płciami.
Zdarzają się publikacje określające NES mianem choroby, jednak stan ten nie wynika z choroby.

## Badania dodatkowe
O’Reardon et al oraz Bąk-Sosnowska proponują również pytania przesiewowe: czy pacjent wstaje w nocy w celu jedzenia oraz czy stanowi to dlań problem. Jednakże za właściwe narzędzie diagnostyczne uznają czternastopytaniowy kwestionariusz Night Eating Questionnaire (NEQ) autorstwa Stunkarta et al. Choć jest to czułe narzędzie diagnostyczne, musi uzupełniać je wywiad, konieczny dla potwierdzenia diagnozy.
NES wiąże się również z pewnymi odchyleniami w badaniach laboratoryjnych. Cierpiący nań cechują się wyższymi stężeniami kortyzolu w osoczu, co można powiązać z występującym w zespole nocnego jedzenia stresem. Odwrotnie natomiast zachowują się melatonina i leptyna. Jednakże O’Reardon et al zwracają uwagę na niewielką grupę badawczą, u której znaleziono te prawidłowości, podkreślają także poddanie jej nienaturalnym rygorom dietetycznym. U cukrzyków NES częściej występuje przy hemoglobinie glikowanej powyżej 7%, jednak traktowanie podwyższonej Hba1c jako markera rozwoju NES jest dyskusyjne.
Jeśli w czasie takiego wybudzenia wykona się polisomnografię, dominują fale α. O’Reardon et al wspominają też o małej wydajności snu.

## Różnicowanie
O’Reardon i współpracownicy przestrzegają przed stawianiem diagnozy zespołu nocnego jedzenia u każdego pacjenta, który po prostu je w nocy. Zalecają różnicowanie z BED, SRED i bulimią.
Od bulimii i zespołu napadowego objadania się (każde z tych rozpoznań wyklucza możliwość NES) zespół nocnego jedzenia odróżnia się brakiem zachowań kompensacyjnych, mniejszymi przyjmowanymi porcjami żywności i późniejszą porą posiłku. W BED nie występuje też poranna anoreksja, w przeciwieństwie do niekontrolowanego objadania się.
Z kolei od zaburzeń snu (w których pacjent, cały czas śpiąc, może wyjść z łóżka i spożywać pokarm) odróżnia go zachowanie świadomości. W SRED wstający może zjadać niezwykłe dlań kombinacje pokarmów, może nawet podejmować próby spożycia rzeczy, które w ogóle pokarmami nie są. Parasomnię wyróżnia także nieprawidłowy wynik polisomnografii. W NES badanie to może wykazać jedynie małą wydajność snu, zarówno zaś w BED, jak i w bulimii nie przedstawia żadnych odchyleń. SRED współistnieją też często z innymi zaburzeniami snu, czego nie można powiedzieć o NES.
W końcu należy też zwrócić uwagę, że u części osób jedzenie o późnej porze może stanowić wariant normy, związanej ze stylem życia ich, całej rodziny czy subkultury. Postępują tak też osoby pracujące w nocy (pracownikom takim również bez diagnozy NES zagraża otyłość). Epizody późnego jedzenia często obserwowano u dziewcząt w wieku 9-19 lat, u których rzadko się jednak powtarzały w danym tygodniu.
Z drugiej strony NES często nie zostaje zdiagnozowany, czego przyczyn O’Reardon i współpracownicy upatrują w małej wiedzy lekarzy na temat tego zespołu, jak też w zakłopotaniu czy nawet wstydzie odczuwanych przez pacjentów.

## Przyczyny
Wśród przyczyn NES wymienia się czynniki genetyczne, hormonalne, emocjonalne i społeczne.
Na udział genów wskazuje częstsze występowanie NES u osób, w rodzinach których ten zespół już występuje. Potwierdzają go także badania bliźniąt wykonane w Szwecji, z których wynika jednak też, że oprócz podatności wynikającej z genów do powstania NES konieczny jest czynnik środowiskowy.
Zespół nocnego jedzenia wiąże się z zaburzeniami rytmu dobowego, dokładniej z opóźnieniem czasu przyjmowania pożywienia.
Zespół nocnego jedzenia związany jest z zaburzeniami hormonalnymi. Na to zaburzenie odżywiania wpływają niskie ilości melatoniny i leptyny w organizmie (choć niektórzy autorzy piszą raczej o wieczornym wzroście stężenia leptyny), jak też serotoniny. Melatonina, wydzielana zwłaszcza nocą, odpowiada za regulację rytmu dobowego. Jej niedobór związany jest z bezsennością i obniżeniem nastroju. Leptyna natomiast hamuje apetyt. Jej zwiększone stężenie wieczorem powinno zmniejszać łaknienie poprzez oddziaływanie na podwzgórze. Może ona również wpływać na rytm snu i czuwania. Na rolę układu serotoninergicznego wskazuje pozytywna odpowiedź na leki działające na ten układ, o czym świadczą badania japońskie. Do NES przyczynia się także wzrost ilości greliny w organizmie, hormonu żołądkowo-jelitowego zwiększającego łaknienie. Podwyższony jest także poziom kortyzolu, hormonu związanego ze stresem, a także TSH. Z drugiej strony istnieją jednak badania, w których nie zaobserwowano różnic w stężeniach kortyzolu, melatoniny i leptyny pomiędzy cierpiącymi na NES a grupą kontrolną.
Do przyczyn emocjonalnych zalicza się zaburzenia nastroju. Rolę odgrywać też może zaburzona reakcja hormonalna na stres. Do czynników ryzyka zalicza się również nudę, długotrwałe stosowanie diet, a także brak satysfakcji z własnego ciała czy błędy wychowawcze, zaniedbywanie przez rodziców. Osoby chore na cukrzycę rozwijające NES częściej rozwijają lękowo-ambiwalentny lub unikający typ przywiązania. Osoby takie boją się utraty bliskich czy też unikają ludzi. Rola aktywności fizycznej jest niejednoznaczna.

## Epidemiologia i współchorobowość
Zespół ten rozpoznawany jest rzadko. W populacji ogólnej spotyka się go w 1-2%. U dorosłych może występować u 1,1-1,5%, ale aż 3,5% w populacji śródziemnomorskiej. Wedle niektórych autorów częściej spotyka się go u kobiet (w jednym z badań kobiety stanowiły 70% osób z NES), wedle innych nie ma korelacji z płcią.
Zespół ten wykazuje związek z otyłością. Podczas gdy osoby o masie ciała mieszczącej się w normie cierpią na zespół nocnego jedzenia w około 0,4%, u osób otyłych występuje on w 7,9-15%. Wedle innych danych 10% otyłych może na nią cierpieć. Wartość taką podają za Januszkowiakiem et al Juruć i współpracownicy. Wedle tych samych autorów u osób z otyłością III stopnia NES może występować u ponad połowy (51-64%), a u chorych operowanych bariatrycznie od 8-9 do 42%. W niektórych badaniach znaleziono związek NES z BMI, w innych nie znaleziono korelacji ze wskaźnikiem masy ciała. Wykazano też związek pomiędzy BMI a porą głównego posiłku.
NES wykazuje również związek z cukrzycą typu 2, występując u, wedle różnych badań, 3,8% lub 9,7% chorych. Wykazano, że wśród cukrzyków zespół ten obserwuje się częściej u osób młodszych (ryzyko NES zdaje się maleć z wiekiem), samotnych, o kolorze skóry innym niż biała (inne badania tego nie potwierdziły), ale także u bardziej otyłych, z hemoglobiną glikowaną przekraczającą 7% oraz większą niż 2 liczbą powikłań DM. Nie koreluje natomiast z zespołem bezdechu sennego.
NES współistnieć ma u ⅓ cierpiących na zaburzenia odżywiania, jednakże autorzy wymieniają wśród nich anoreksje, bulimię i BED, zaznaczając wcześniej, że te 2 ostatnie wykluczają diagnozę NES. 15% pacjentów z BED spełniałoby kryteria NES.
SRED często współistnieje z innymi zaburzeniami snu, z zaburzeniami depresyjnymi i lękowymi. Przynajmniej epizod depresyjny w ciągu życia zdiagnozowano u 45% osób z NES (dla porównania w pozostałej części populacji jest to 18%). Ogółem u osób hospitalizowanych psychiatrycznie NES występuje u 12,3%.

## Leczenie
Podstawę leczenia NES stanowi farmakoterapia.
Pomimo niejednoznacznych wyników w stosunku do leków przeciwdepresyjnych w ogólności poczesną rolę odgrywają tutaj leki przeciwdepresyjne z grupy SSRI. Sertralina i citalopram wykazały pewną skuteczność kliniczną w mechanizmie oddziaływania na podwzgórze. Zdarzało się ustąpienie objawów już po 2 tygodniach terapii – dane te pochodzą z pracy Miyaoki i współpracowników, stanowiącej jednak tylko opis czterech przypadków. Donoszono w niej o skuteczności paroksetyny, która pomogła trzem pacjentom. Badano pod tym względem również fluwoksaminę, która okazała się skuteczna w czwartym przypadku. Inne badanie, które ukończyło 12 osób, donosi również o skuteczności sertraliny. Jednakże brak badań kontrolowanych placebo stawia pod znakiem zapytania wiarygodność otrzymanych wyników. Inny opis serii przypadków (w liczbie 7) podaje z kolei skuteczność deksfenfluraminy.
Druga stosowana grupa stosowanych w NES leków to leki przeciwpadaczkowe, spośród których wymienia się topiramat.
Natomiast leki nasenne nie przynoszą korzyści. W badaniach z użyciem zolpidemu i difenhydraminy nie odnotowano pozytywnych rezultatów. Nie można wykluczyć działania kawainy, ale dotychczas przebadano ją tylko na nielicznych grupach pacjentów.
Jednakże najczęściej pacjent cierpiący na ten zespół nie otrzymuje takiej diagnozy i leczy się środkami naturalnymi, często ziołowymi. Niestety jednak żaden z przebadanych dotychczas specyfików ziołowych nie cechuje się udowodnioną skutecznością w leczeniu NES.
Efektywność wykazało nawet leczenie światłem, u pacjentów zdiagnozowano ustępowanie choroby po dwutygodniowej sesji fototerapii. Podczas każdego zabiegu osoby chore były wystawiane do światła o natężeniu 10 000 lx przez 30 minut. Obserwacje wykazały, że operacja chirurgiczna polegająca na wszczepieniu pomostu pomijającego żołądek przyczynia się do zmniejszenia ilości greliny, co skutkuje utratą wagi.
Spośród metod niebiologicznych stosuje się terapię prowadzoną przez psychologa, naukę technik relaksacyjnych, jak też edukację żywieniową. Zaleca się pacjentom nieomijanie śniadań.

## Przebieg i rokowanie
NES rozpoczyna się zazwyczaj w 2 dekadzie życia.
Przebiega z okresami zaostrzeń (być może związanych ze stresem) i remisji.
Wczesne publikacje oceniały szanse na redukcję nadmiernej masy ciała niekorzystnie. Opisano jednak przypadki skutecznej terapii NES z redukcją masy ciała za pomocą leków przeciwdepresyjnych.